# Selecció de futbol de la República Democràtica del Congo
La selecció de futbol de la República Democràtica del Congo representa la República Democràtica del Congo a les competicions internacionals de futbol. És controlada per la Federació Congolesa de Futbol (en francès, Fédération Congolaise de Football-Association, FECOFA).

## Competicions internacionals

### Copa del Món
| Campionat | Ronda                     | Posició                   | PJ                        | PG                        | PE                        | PP                        | GF                        | GC                        |
| --------- | ------------------------- | ------------------------- | ------------------------- | ------------------------- | ------------------------- | ------------------------- | ------------------------- | ------------------------- |
| 1930      | No hi participà           | No hi participà           | No hi participà           | No hi participà           | No hi participà           | No hi participà           | No hi participà           | No hi participà           |
| 1934      | No hi participà           | No hi participà           | No hi participà           | No hi participà           | No hi participà           | No hi participà           | No hi participà           | No hi participà           |
| 1938      | No hi participà           | No hi participà           | No hi participà           | No hi participà           | No hi participà           | No hi participà           | No hi participà           | No hi participà           |
| 1950      | No hi participà           | No hi participà           | No hi participà           | No hi participà           | No hi participà           | No hi participà           | No hi participà           | No hi participà           |
| 1954      | No hi participà           | No hi participà           | No hi participà           | No hi participà           | No hi participà           | No hi participà           | No hi participà           | No hi participà           |
| 1958      | No hi participà           | No hi participà           | No hi participà           | No hi participà           | No hi participà           | No hi participà           | No hi participà           | No hi participà           |
| 1962      | No hi participà           | No hi participà           | No hi participà           | No hi participà           | No hi participà           | No hi participà           | No hi participà           | No hi participà           |
| 1966      | No hi participà           | No hi participà           | No hi participà           | No hi participà           | No hi participà           | No hi participà           | No hi participà           | No hi participà           |
| 1970      | Participació no acceptada | Participació no acceptada | Participació no acceptada | Participació no acceptada | Participació no acceptada | Participació no acceptada | Participació no acceptada | Participació no acceptada |
| 1974      | Primera Fase              | 15s                       | 3                         | 0                         | 0                         | 3                         | 0                         | 14                        |
| 1978      | Es retirà                 | Es retirà                 | Es retirà                 | Es retirà                 | Es retirà                 | Es retirà                 | Es retirà                 | Es retirà                 |
| 1982      | No es va classificar      | No es va classificar      | No es va classificar      | No es va classificar      | No es va classificar      | No es va classificar      | No es va classificar      | No es va classificar      |
| 1986      | No es va classificar      | No es va classificar      | No es va classificar      | No es va classificar      | No es va classificar      | No es va classificar      | No es va classificar      | No es va classificar      |
| 1990      | No es va classificar      | No es va classificar      | No es va classificar      | No es va classificar      | No es va classificar      | No es va classificar      | No es va classificar      | No es va classificar      |
| 1994      | No es va classificar      | No es va classificar      | No es va classificar      | No es va classificar      | No es va classificar      | No es va classificar      | No es va classificar      | No es va classificar      |
| 1998      | No es va classificar      | No es va classificar      | No es va classificar      | No es va classificar      | No es va classificar      | No es va classificar      | No es va classificar      | No es va classificar      |
| 2002      | No es va classificar      | No es va classificar      | No es va classificar      | No es va classificar      | No es va classificar      | No es va classificar      | No es va classificar      | No es va classificar      |
| 2006      | No es va classificar      | No es va classificar      | No es va classificar      | No es va classificar      | No es va classificar      | No es va classificar      | No es va classificar      | No es va classificar      |
| 2010      | No es va classificar      | No es va classificar      | No es va classificar      | No es va classificar      | No es va classificar      | No es va classificar      | No es va classificar      | No es va classificar      |
| 2014      | No es va classificar      | No es va classificar      | No es va classificar      | No es va classificar      | No es va classificar      | No es va classificar      | No es va classificar      | No es va classificar      |
| 2018      | No es va classificar      | No es va classificar      | No es va classificar      | No es va classificar      | No es va classificar      | No es va classificar      | No es va classificar      | No es va classificar      |
| 2022      | Pendent                   | Pendent                   | Pendent                   | Pendent                   | Pendent                   | Pendent                   | Pendent                   | Pendent                   |
| 2026      | Pendent                   | Pendent                   | Pendent                   | Pendent                   | Pendent                   | Pendent                   | Pendent                   | Pendent                   |
| Total     | 1/20                      | 75è                       | 3                         | 0                         | 0                         | 3                         | 0                         | 14                        |

### Alemanya Occidental 1974

#### Primera fase: Grup 2
| Pos | Equip      | PJ | PG | PE | PP | GF | GC | DG  | Pts | Classificació           |
| --- | ---------- | -- | -- | -- | -- | -- | -- | --- | --- | ----------------------- |
| 1   | Iugoslàvia | 3  | 1  | 2  | 0  | 10 | 1  | +9  | 4   | Avança a la segona fase |
| 2   | Brasil     | 3  | 1  | 2  | 0  | 3  | 0  | +3  | 4   | Avança a la segona fase |
| 3   | Escòcia    | 3  | 1  | 2  | 0  | 3  | 1  | +2  | 4   |                         |
| 4   | Zaire      | 3  | 0  | 0  | 3  | 0  | 14 | −14 | 0   |                         |

| Zaire | 0–2     | Escòcia                  |
| ----- | ------- | ------------------------ |
|       | Informe | Lorimer 26' · Jordan 34' |

| Iugoslàvia                                                                                                 | 9–0     | Zaire |
| --- | ------- | ----- |
| Bajević 8', 30', 81' · Džajić 14' · Šurjak 18' · Katalinski 22' · Bogićević 35' · Oblak 61' · Petković 65' | Informe |       |

| Zaire | 0–3     | Brasil                                       |
| ----- | ------- | -------------------------------------------- |
|       | Informe | Jairzinho 12' · Rivelino 66' · Valdomiro 79' |

### Copa d'Àfrica de Nacions

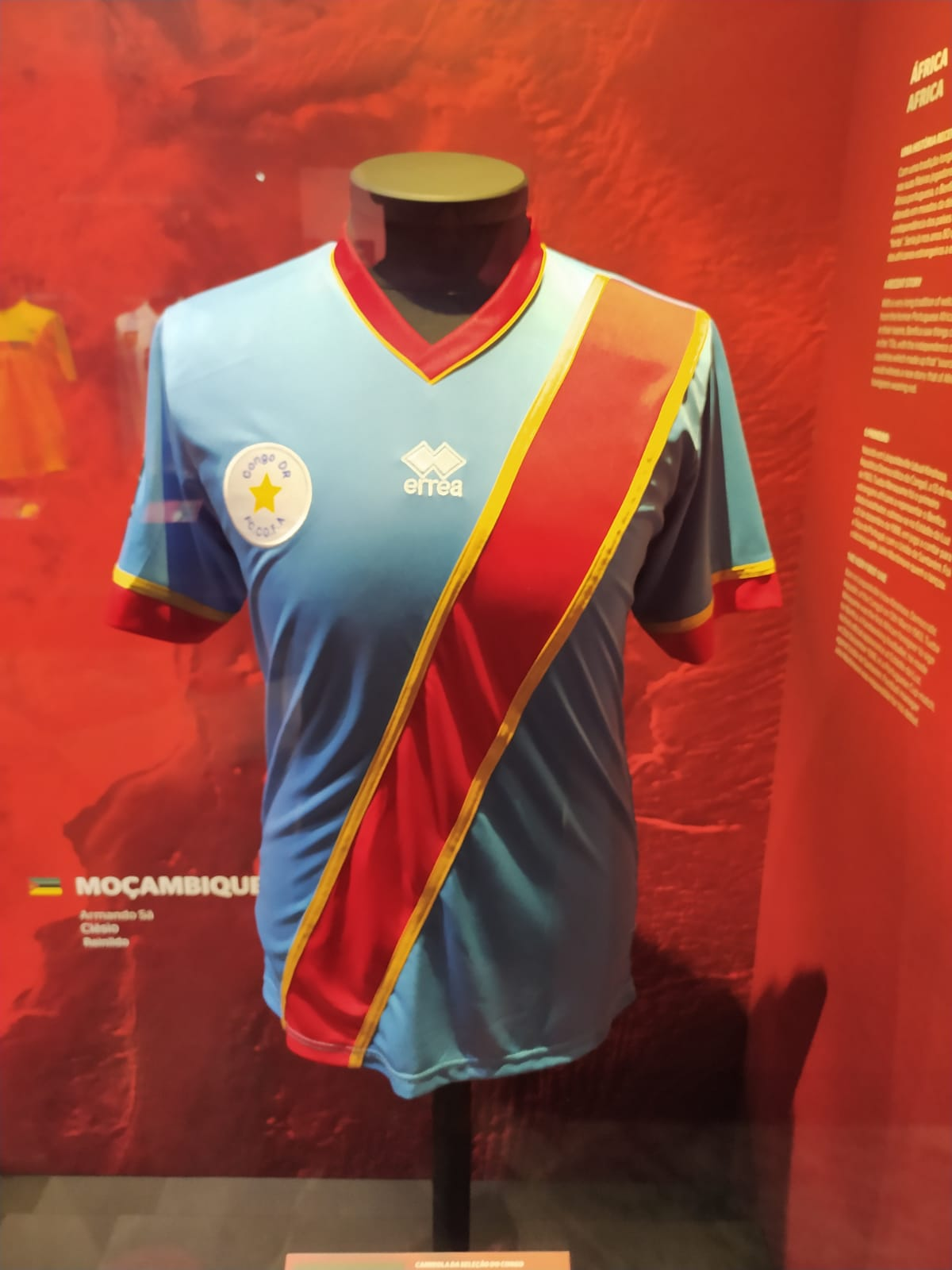
Samarreta de la selecció de futbol de la República Democràtica del Congo.

| Campionat | Ronda            | Posició          | PJ               | PG               | PE               | PP               | GF               | GC               |
| --------- | ---------------- | ---------------- | ---------------- | ---------------- | ---------------- | ---------------- | ---------------- | ---------------- |
| 1957      | No hi participà  | No hi participà  | No hi participà  | No hi participà  | No hi participà  | No hi participà  | No hi participà  | No hi participà  |
| 1959      | No hi participà  | No hi participà  | No hi participà  | No hi participà  | No hi participà  | No hi participà  | No hi participà  | No hi participà  |
| 1962      | No hi participà  | No hi participà  | No hi participà  | No hi participà  | No hi participà  | No hi participà  | No hi participà  | No hi participà  |
| 1963      | No hi participà  | No hi participà  | No hi participà  | No hi participà  | No hi participà  | No hi participà  | No hi participà  | No hi participà  |
| 1965      | Primera fase     | 5s               | 2                | 0                | 0                | 2                | 2                | 8                |
| 1968      | Campions         | 1s               | 5                | 4                | 0                | 1                | 10               | 5                |
| 1970      | Primera fase     | 7s               | 3                | 0                | 1                | 2                | 2                | 5                |
| 1972      | Semifinals       | 4s               | 5                | 1                | 2                | 2                | 9                | 11               |
| 1974      | Campions         | 1s               | 6                | 4                | 1                | 1                | 14               | 8                |
| 1976      | Primera fase     | 7s               | 3                | 0                | 1                | 2                | 3                | 6                |
| 1978      | No hi participà  | No hi participà  | No hi participà  | No hi participà  | No hi participà  | No hi participà  | No hi participà  | No hi participà  |
| 1980      | No es classificà | No es classificà | No es classificà | No es classificà | No es classificà | No es classificà | No es classificà | No es classificà |
| 1982      | No es classificà | No es classificà | No es classificà | No es classificà | No es classificà | No es classificà | No es classificà | No es classificà |
| 1984      | Es retirà        | Es retirà        | Es retirà        | Es retirà        | Es retirà        | Es retirà        | Es retirà        | Es retirà        |
| 1986      | No es classificà | No es classificà | No es classificà | No es classificà | No es classificà | No es classificà | No es classificà | No es classificà |
| 1988      | Primera fase     | 7s               | 3                | 0                | 2                | 1                | 2                | 3                |
| 1990      | No es classificà | No es classificà | No es classificà | No es classificà | No es classificà | No es classificà | No es classificà | No es classificà |
| 1992      | Quarts de final  | 6s               | 3                | 0                | 2                | 1                | 2                | 3                |
| 1994      | Quarts de final  | 7s               | 3                | 1                | 1                | 1                | 2                | 3                |
| 1996      | Quarts de final  | 8s               | 3                | 1                | 0                | 2                | 2                | 3                |
| 1998      | Tercers          | 3s               | 6                | 3                | 1                | 2                | 10               | 9                |
| 2000      | Primera fase     | 11s              | 3                | 0                | 2                | 1                | 0                | 1                |
| 2002      | Quarts de final  | 7s               | 4                | 1                | 1                | 2                | 3                | 4                |
| 2004      | Primera fase     | 15s              | 3                | 0                | 0                | 3                | 1                | 6                |
| 2006      | Quarts de final  | 8s               | 4                | 1                | 1                | 2                | 3                | 6                |
| 2008      | No es classificà | No es classificà | No es classificà | No es classificà | No es classificà | No es classificà | No es classificà | No es classificà |
| 2010      | No es classificà | No es classificà | No es classificà | No es classificà | No es classificà | No es classificà | No es classificà | No es classificà |
| 2012      | No es classificà | No es classificà | No es classificà | No es classificà | No es classificà | No es classificà | No es classificà | No es classificà |
| 2013      | Primera fase     | 9s               | 3                | 0                | 3                | 0                | 3                | 3                |
| 2015      | Tercers          | 3s               | 6                | 1                | 4                | 1                | 7                | 7                |
| 2017      | Quarts de final  | 6s               | 4                | 2                | 1                | 1                | 7                | 5                |
| Total     | 18/31            | 6s               | 69               | 19               | 23               | 27               | 82               | 96               |

### Campionat Africà de Nacions
| Campionat | Ronda           | Posició | PJ      | PG      | PE      | PP      | GF      | GC      |
| --------- | --------------- | ------- | ------- | ------- | ------- | ------- | ------- | ------- |
| 2009      | Campions        | 1s      | 5       | 3       | 1       | 1       | 7       | 5       |
| 2011      | Quarts de final | 8s      | 4       | 1       | 1       | 2       | 3       | 5       |
| 2014      | Quarts de final | 7s      | 4       | 2       | 0       | 2       | 3       | 3       |
| 2016      | Campions        | 1s      | 6       | 4       | 1       | 1       | 14      | 7       |
| 2018      | Pendent         | Pendent | Pendent | Pendent | Pendent | Pendent | Pendent | Pendent |
| 2020      | Pendent         | Pendent | Pendent | Pendent | Pendent | Pendent | Pendent | Pendent |
| Total     | 4/6             | 1s      | 19      | 10      | 3       | 6       | 27      | 20      |